# Joachim Hoffmann (Politiker)
Joachim Hoffmann (* 8. Juli 1923; † 18. November 2016) war ein deutscher Politiker (SED). Er war Bürgermeister der Ost-Berliner Stadtbezirke Treptow und Weißensee.

## Leben
Hoffmann, Sohn eines Arbeiters, erlernte den Beruf eines Verwaltungsangestellten. Nach dem  Zweiten Weltkrieg wurde er Mitglied der SED und war in der Stadtbezirksverwaltung Berlin-Treptow tätig. Er wurde 1952 Leiter der Abteilung Finanzen und 1958 Stadtbezirksrat. Im Jahr 1959 wurde er zunächst 1. Stellvertreter des Bezirksbürgermeisters und schließlich amtierender Bürgermeister. Als solcher weihte er im März 1960 mit Oberbürgermeister Friedrich Ebert die Stelling-Janitzky-Brücke ein. Hoffmann, der 1960 einen schweren Autounfall erlitten hatte, wurde auf der konstituierenden Sitzung der Stadtbezirksversammlung Treptow am 29. September 1961 aus gesundheitlichen Gründen auf eigenen Wunsch nicht wieder nominiert. Er wurde jedoch zum 1. Stellvertreter gewählt.
Vom 20. Mai 1969 bis 6. Januar 1983 fungierte er als Stadtbezirksbürgermeister in Weißensee. Nach fast vierzehnjähriger Tätigkeit wurde er abberufen und von Oberbürgermeister Erhard Krack verabschiedet. Von 1971 bis 1981 war er Mitglied der Berliner Stadtverordnetenversammlung. Am 10. Februar 1983 wurde er als Nachfolger von Kurt Schumann zum Mitglied des Bezirksausschusses Berlin der Nationalen Front und zum neuen Bezirkssekretär gewählt. Dieses Amt übte er über fünf Jahre aus. Am 14. März 1988 wurde er wiederum aus gesundheitlichen Gründen von seiner Funktion entbunden. Hoffmann ging anschließend in Rente und lebte in Berlin.
Hoffmann verstarb im Alter von 93 Jahren.

## Auszeichnungen
- 1970 Ehrennadel der Gesellschaft für Deutsch-Sowjetische Freundschaft in Silber
- 1976 Vaterländischer Verdienstorden in Bronze und 1988 in Gold